# Кшицкий, Анджей
А́нджей Кши́цкий (устар. «Андрей Кржицкий»; пол. Andrzej Krzycki, по-латыни подписывался Cricius; 7 июля 1482, Великая Польша — 10 мая 1537, Скерневице) — польский латиноязычный поэт, государственный деятель и церковный деятель.

## Биография
Учился в университетах Краковском, Парижском и Болонском, исполнял дипломатические поручения, был епископом перемышльским, затем архиепископом гнезненским. Реформация нашла в лице Кшицкого непримиримого врага.
Свой литературный талант Кшицкий нередко низводил до средства выслужиться или отмстить недругу. Он льстил двору, курил фимиам перед королевами Варварой и Боной. Любимым родом поэзии была для Кшицкого сатира; кроме того он писал религиозные гимны, элегии, эпиграммы и т. д. Многое из написанного Кiицким осталось в рукописи; многое напечатано в «Acta Tomiciana».
Важнейшие произведения Кiицкого: «In Augustissimum Sigismundi Regis Poloniae et Reginae Barbarae Connubium» (Крак., 1512); «Descriptio victoriae de Tartaris A. D. 1512» (эти стихи переведены на польский язык в «Dziejach literatury» Кондратовича и в «Pomnikach historyji liter. polsk» Вишневского); «Encomita Luteri» (Крак., 1524) — сборник сатир на Лютера и других авторов; «Andreae Cricii ad nuntium Apostolicum de negotio Prutenico epistola» (Крак., 1525; извлечение, в польском переводе, напечатано в 4 т. «Widdom. krytycz.» Оссолинского); «Religionis et Reipublicae Querimonia» (Краков, 1525; 3 изд. Познань, 1606) и др.